# Wincenty Łopaciński

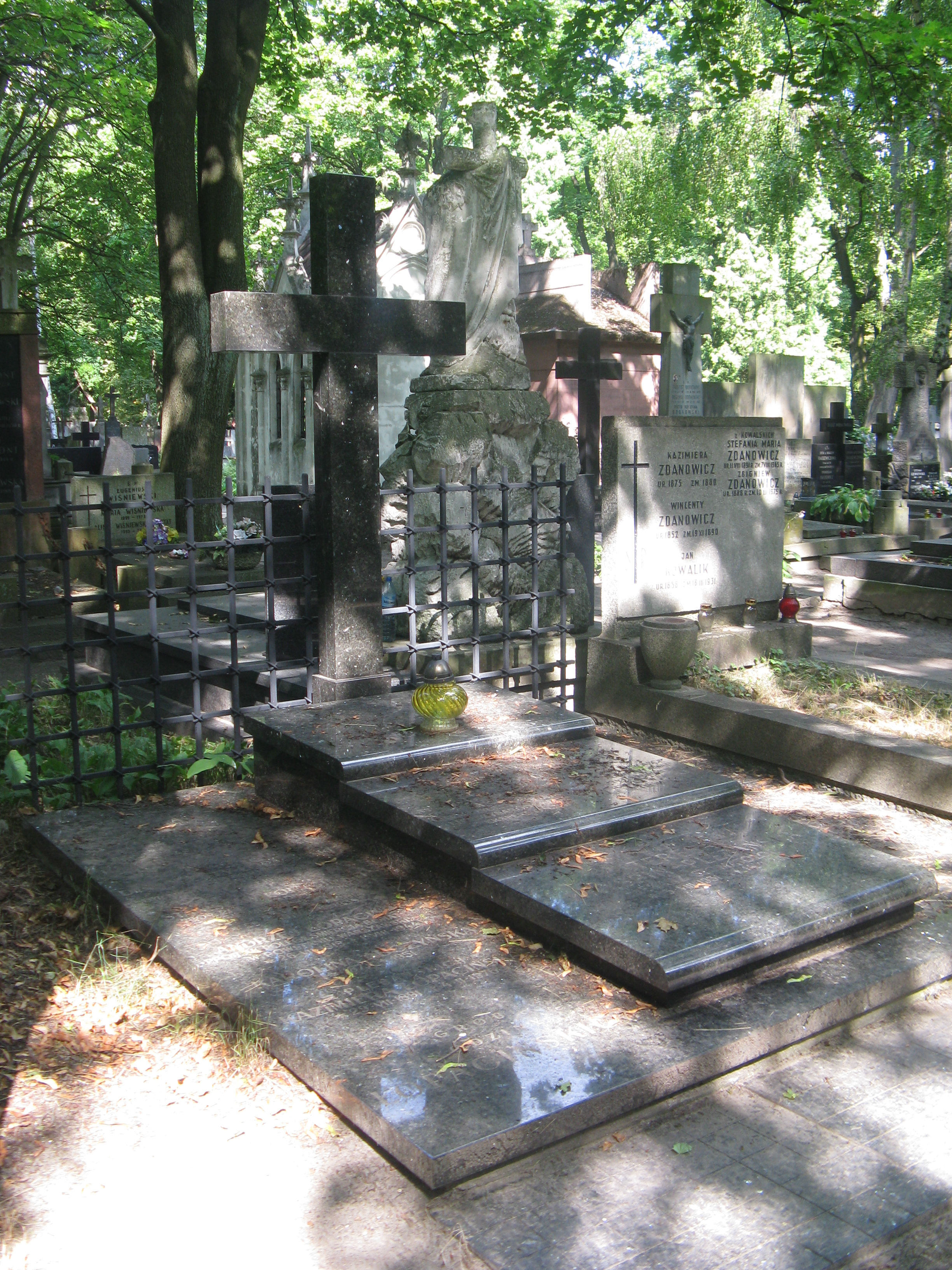
Grób Łopacińskiego na cmentarzu Powązkowskim

Wincenty Franciszek Łopaciński (ur. 3 października 1886 w Warszawie, zm. 22 kwietnia 1939 tamże) – polski historyk, archiwista, w latach 1922–1924 kierownik Archiwum Wojskowego.

## Życiorys
Urodził się jako syn Tomasza, farmaceuty i Julianny z Guzowskich. Maturę zdał w 1906 w Warszawie w gimnazjum Chrzanowskiego. W latach 1906–1910 studiował historię na Uniwersytecie Jagiellońskim. W 1913, na podstawie pracy Pierwszy okres wojny polsko-rosyjskiej 1831, jej charakter i znaczenie w dziejach powstania listopadowego uzyskał stopień doktora. 
Od 1915 pracował jako nauczyciel historii w gimnazjach warszawskich. W 1917 został referentem w Departamencie Spraw Politycznych Tymczasowej Rady Stanu, a od kwietnia do sierpnia tego roku był sekretarzem Komisji Archiwalnej Tymczasowej Rady Stanu. Od 1 kwietnia 1918 pracował w Wydziale Archiwów Państwowych Ministerstwa Wyznań Religijnych i Oświecenia Publicznego jako archiwista objazdowy. Pod koniec października 1918 r. wraz ze Stefanem Ehrenkreutzem miał czuwać w Lublinie nad zakończeniem kwestii rewindykacji archiwów, będących w gestii austro-węgierskiej, lecz upadek podczas tych negocjacji władz okupacyjnych spowodował bezproblemowe przejęcie tych akt. Następnie kierował referatem archiwów prowincjonalnych. Zajmował się organizowaniem sieci archiwalnej oraz wizytował archiwa już istniejące. Był także sekretarzem Rady Archiwalnej w latach 1918–1922. 
Uważany za eksperta od budownictwa archiwalnego nadzorował prace związane z projektem (niezrealizowanym) budowy gmachu centralnego archiwum w Warszawie, podczas wyjazdów studyjnych do krajów europejskich badał też urządzenia techniczne tamtejszych archiwów.
W 1926 został dyrektorem Archiwum Oświecenia Publicznego w Warszawie, które pod jego energicznym kierownictwem przekształciło się ważną placówkę archiwalno-naukową. 
Wincenty Łopaciński uczestniczył w kilku akcjach rewindykacyjnych, głównie z ZSRR. Razem z Adamem Moraczewskim porządkował Archiwum Potockich w Jabłonnie. 
Położył duże zasługi jako sekretarz redakcji Archeionu, sam redagował dział „Kronika”, potem „Sprawozdania archiwów”, publikował też materiały do dziejów archiwów oraz sprawozdania z wyjazdów zagranicznych. Wykładał też na kursach archiwalnych. Działał w towarzystwach naukowych.    
Był żonaty z Heleną Gadomską (od 1921), nie miał dzieci.
Zmarł 22 kwietnia 1939 w Warszawie w tragicznych okolicznościach. Został pochowany na cmentarzu Powązkowskim (kwatera 194-1-2,3).

## Ordery i odznaczenia
- Krzyż Oficerski Orderu Odrodzenia Polski (9 listopada 1931)[13]